# Rafael Camino
Pour les articles homonymes, voir Camino.
Rafael Camino, aussi appelé Rafi Camino né le 13 avril 1969 à Madrid (Espagne), est un matador espagnol.

## Présentation
Rafael Camino est le fils de Paco Camino.

### Carrière
- Alternative : Nîmes (France, département du Gard) le 26 septembre 1987. Parrain, Paco Camino ; témoins, Miguel Báez Espuny « Litri » et Miguel Báez Spínola « Litri ». Taureaux de la ganadería de Jandilla.
- Confirmation d’alternative à Mexico : 7 janvier 1990. Parrain, Mariano Ramos ; témoin, Enrique Garza.
- Confirmation d’alternative à Madrid : 24 mai 1990. Parrain, Julio Robles ; témoin, Roberto Domínguez. Taureaux de la ganadería de Cayetano Muñoz González.